# Scoteanax rueppellii
Scoteanax rueppellii es una especie de murciélago de la familia Vespertilionidae. Es la única especie del género Scoteanax,  en el pasado, se incluyó en Nycticeius, pero se elevó a un género separado Kitchener y Caputi en (1985).

## Distribución geográfica
Es endémica de Australia.